# Бенсон, Джастин
Джа́стин Бе́нсон (англ. Justin Benson;  род. 9 июня 1983, Сан-Диего, Калифорния, США) — американский режиссёр, писатель, актер, редактор и продюсер. Наиболее известен своей работой с творческим партнёром Аароном Мурхедом.

## Карьера
В 2012 году, Бенсон написал сценарий фильма ужасов «Ломка» (2012), получившего признание критиков, и снял его вместе со своим партнёром по кинопроизводству Аароном Скоттом Мурхедом. Их режиссерские работы также можно найти в фильме-антологии «З/Л/О: Новый вирус» (2014) в сегменте под названием «Bonestorm», а также в романтическом боди-хорроре «Весна» (2015), сценарий к которому также написал Бенсон. Первый спецпоказ фильма «Весна» состоялся на Международном кинофестивале в Торонто в сентябре 2014 года, а в прокат вышел в марте 2015-го. Его публично оценили  Ричард Линклейтер и Гильермо Дель Торо. В 2017 году он написал сценарий, стал сорежиссером и снялся вместе с Мурхедом в научно-фантастическом фильме ужасов «Паранормальное», премьера которого состоялась на кинофестивале «Трайбека» в 2017 году. Фильм был показан в Северной Америке в 2018 году компанией Well Go USA.
В январе 2021 года, Бенсен вместе с коллегой Аароном Мурхедом присоединился к проекту медиафраншизы «Кинематографическая вселенная Marvel» — телесериалу «Лунный рыцарь», написав сценарии к эпизодам «Summon the Suit» и «The Tomb», которые прошли так хорошо, что студия захотела, чтобы они работали также и над другими проектами.
В феврале 2022 года Джастин Бенсон и Аарон Мурхед были наняты студией для постановки большей части эпизодов второго сезона сериала «Локи».

## Фильмография

### Фильмы
| Год  | Название                  | Режиссёр | Сценарист | Продюсер | Редактор | Комментарии          |
| ---- | ------------------------- | -------- | --------- | -------- | -------- | -------------------- |
| 2012 | Ломка                     | Да       | Да        | Да       | Да       | Роль: Джастин        |
| 2014 | З/Л/О: Новый вирус        | Да       | Да        | Да       | Да       | Сегмент: «Bonestorm» |
| 2015 | Весна                     | Да       | Да        | Да       | Да       |                      |
| 2017 | Паранормальное            | Да       | Да        | Да       | Да       | Роль: Джастин        |
| 2019 | Грань времени             | Да       | Да        | Да       | Да       |                      |
| 2019 | После полуночи            | Нет      | Нет       | Да       | Нет      | Роль: Шейн           |
| 2020 | Она умрёт завтра          | Нет      | Нет       | Да       | Нет      |                      |
| 2022 | Сверхъестественное. Знаки | Да       | Да        | Да       | Да       | Роль: Леви           |

### Телевидение
| Год  | Название         | Эпизод(-ы)                                                       |
| ---- | ---------------- | ---------------------------------------------------------------- |
| 2020 | Сумеречная зона  | 8                                                                |
| 2022 | Архив 81         | «Ужас в проходах» и «Слышащие духов»                             |
| 2022 | Лунный рыцарь    | «Призови костюм» и «Гробница»                                    |
| 2023 | Локи (2-й сезон) | «Уроборос», «Сердце УВИ», «Наука / Фантастика», «Славная миссия» |